# Толкин, Кристофер
Кри́стофер Джон Руэл То́лкин (англ. Christopher John Reuel Tolkien; 21 ноября 1924 — 16 января 2020) — английский писатель и лингвист, профессор Оксфордского университета, третий и младший сын английского писателя Дж. Р. Р. Толкина. Наиболее известен доработанными по черновикам отца произведениями о вымышленном мире Средиземья.

## Биография
Кристофер Толкин родился в Англии, в Лидсе, окончил школу в Оксфорде, а затем католическую Oratory School. Во время Второй мировой войны был пилотом Королевских военно-воздушных сил Великобритании, после чего изучал лингвистику и английскую литературу в Тринити-колледже Оксфордского университета. Впоследствии Кристофер Толкин стал преподавателем английского языка в Оксфордском университете, где проработал с 1964 по 1975 годы.
После смерти отца Кристофер, при участии Гая Габриэля Кея, доработал и опубликовал его незаконченную книгу «Сильмариллион». В 1983—1996 гг. он опубликовал 12-томную серию «История Средиземья», состоящую из черновиков Джона Толкина и комментариев Кристофера Толкина. На основе одного из таких черновиков в 2007 году он дописал до объёма повести отрывок «Дети Хурина». В июне 2017 года издательством HarperCollins была опубликована его книга «Берен и Лютиэн», а в августе 2018 года в том же издательстве под его редакцией вышел роман «Падение Гондолина».
5 мая 2009 года была опубликована книга «Легенда о Сигурде и Гудрун», не относящаяся к циклу произведений о вымышленном мире Средиземья.
До 2017 года Кристофер возглавлял организацию Tolkien Estate («Наследие Толкина»), обладающую правами на все произведения Джона Толкина — кроме прав на адаптацию «Хоббита» и «Властелина Колец», которые принадлежат Tolkien Enterprises Сола Зэнца. Соперничество между этими двумя организациями часто омрачает наследие Толкина: так, Кристофер Толкин через суд пытался помешать съёмкам фильмов по этим книгам, настаивая на необходимости выплаты его семье 160 млн долларов. Разногласия относительно фильмов стали одной из причин разрыва Кристофера с его сыном Саймоном, который сотрудничал со съёмочной группой. По словам Питера Джексона, Саймон признался ему, что не разговаривал с отцом уже много лет.
Кристофер Толкин выражал негативное мнение о двух сериях фильмов о Средиземье:
«Книгу выхолостили, превратив её в боевик для молодёжи от 15 до 25 лет. Похоже, „Хоббит“ будет таким же».
«Толкин превратился в чудовище, пожираемое своей собственной популярностью. Абсурдность нашего времени поглощает его. Между красотой и серьёзностью его работ и тем, во что они превратились, лежит ужасающая меня пропасть. Коммерциализация свела художественную и философскую важность его творения на нет. У меня есть одно решение: отвернуться и не смотреть».
В период руководства Кристофера Tolkien Estate часто конфликтовала и судилась с кинокомпаниями, производившими экранизации. В 2017 году Кристофер Толкин подал в отставку с поста руководителя организации, сразу после этого политика Tolkien Estate в отношении экранизаций резко смягчилась.
Умер 16 января 2020 года в коммуне Драгиньян во Франции.

## Семья
Последние годы жизни Кристофер Толкин провёл во Франции со второй женой Бейлли Толкин (англ. Baillie Tolkien, урождённая Класс). У них двое детей: Адам Руэл Толкин и Рейчел Клэр Руэл Толкин. Саймон Толкин (род. 1959), сын от первого брака, — адвокат и писатель-романист.

### История Средиземья
- Утраченные сказания Средиземья
  - 1. Книга утраченных сказаний
  - 2. Книга утраченных сказаний. Часть 2
  - 3. Баллады Белерианда
  - 4. Устроение Средиземья
  - 5. Утраченный путь и другие истории
- История «Властелина колец»
  - 6. Возвращение Тени
  - 7. Предательство Изенгарда
  - 8. Война Кольца
  - 9. Падение власти Саурона
- История «Сильмариллиона»
  - 10. Кольцо Моргота
  - 11. Война Самоцветов
- Народы Средиземья
  - 12. Народы Средиземья

### Другие книги
- «Неоконченные предания Нуменора и Средиземья» (1980)
- «Дети Хурина» (2007)
- «Легенда о Сигурде и Гудрун» (2009)
- «Падение Артура» (2013)
- «Беовульф» (2014)
- «Берен и Лутиэн» (2017)
- «Падение Гондолина» (2018)